# Нежинский 18-й гусарский полк
Нежинский 18-й гусарский полк
Старшинство: 28.06.1783 (пожаловано 20.04.1912 в изъятие из правил старшинство Нежинского конного полка)
Полковой праздник: 1 октября, Покрова Пресвятой Богородицы.

## Место дислокации
- 1896 — 1914 — Елец Орловской губернии.

## История
- 28.06.1783 — из малороссийских казаков сформирован Нежинский конный полк Малороссийской конницы
- 09.02.1784 — переформирован в 6 эскадронов и назван Нежинским карабинерным
- 08.04.1790 — 6-й эскадрон выделен на формирование Киевского конно-егерского полка
- 29.11.1796 — присоединены команды из расформированных полков — Киевского конно-егерского и Украинского легко-конного. Назван Нежинским кирасирским
- 31.10.1798 — кирасирский генерал-майора Гудовича 4-го
- 30.01.1800 — кирасирский генерал-майора Берладского
- 08.03.1800 — расформирован
- 16.09.1896 — сформирован в Ельце как 52-й драгунский Нежинский в составе 6 эскадронов, выделенных из 3, 18, 24, 27, 30 драгунских полков.
- 06.12.1907 — 18-й гусарский Нежинский полк.
- Активно действовал в Первую мировую войну, в частности, 23 - 24 июня 1916 г. в прорыве у Костюхновки[1].

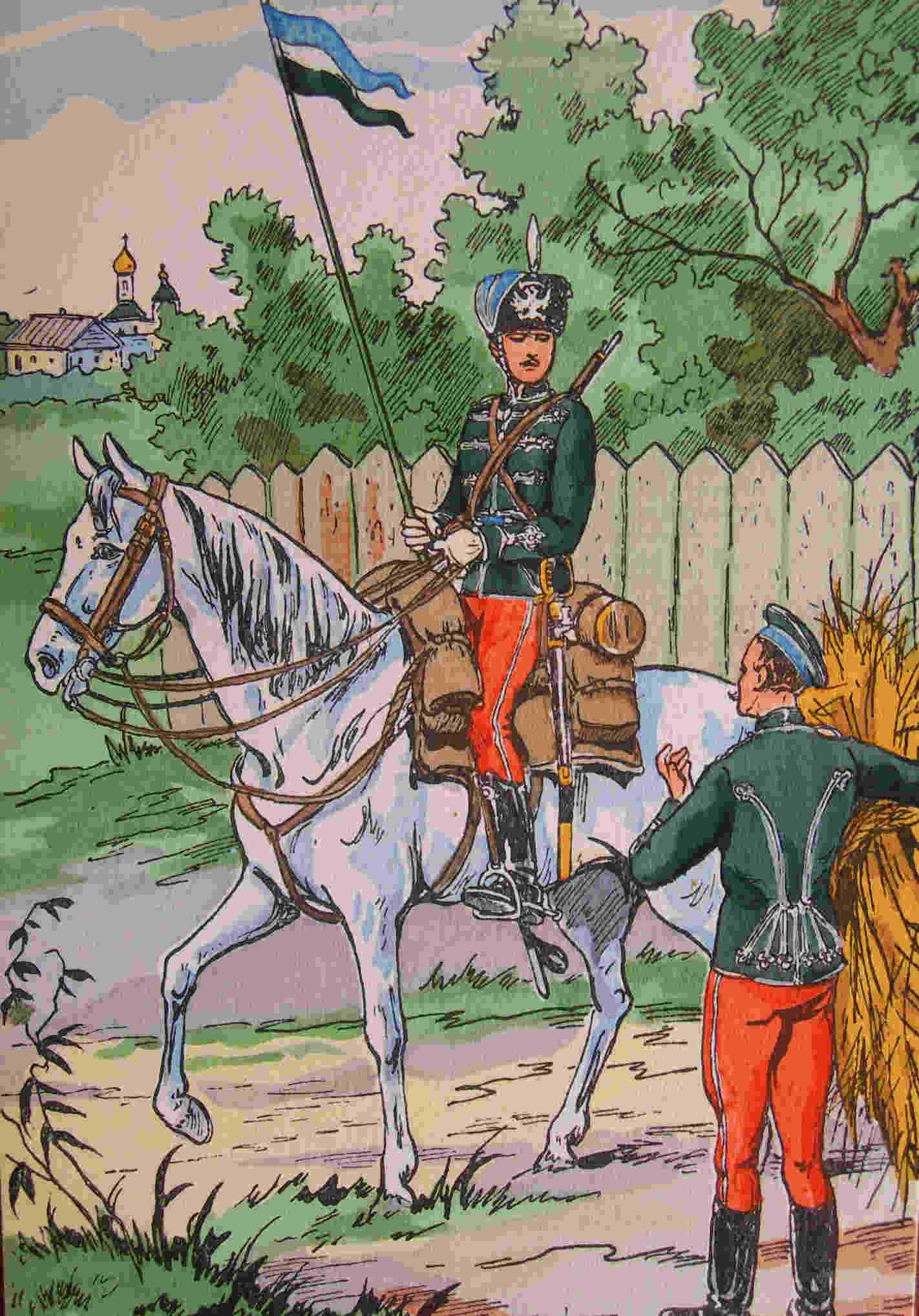
Форма, 18-й Гусарский Нежинский полк. 1914

## Форма 1914 года
Общегусарская. Доломан,тулья,клапан - пальто,шинели - тёмно-зелёный, шлык,околыш,погоны,варварки,выпушка - светло-синий, металлический прибор - серебряный.

### Флюгер
Цвета: Верх - светло-синий, полоса - белый, низ - тёмно-зелёный.

## Шефы
- 03.12.1796-28.10.1797 — генерал-лейтенант Любовицкий, Степан Станиславович (Стефан)
- 28.10.1797-30.01.1800 — генерал-майор (с 15.10.1799 генерал-лейтенант) Гудович, Василий Васильевич 4-й
- 30.01.1800-08.03.1800 — генерал-майор Берладский, Павел Александрович

## Командиры
- 28.06.1783—30.09.1797 — полковник князь Чевкин, Владимир Иванович
- 30.09.1797—13.02.1798 — полковник Дурасов, Андрей Зиновьевич
- 17.06.1798—17.09.1798 — полковник фон Ридель, Иван Иванович
- 20.01.1799—08.03.1800 — подполковник (с 10.02.1799 полковник) Гловенский, Касьян Осипович
- 16.09.1896—16.08.1899 — полковник Топчевский, Владислав Ксаверьевич
- 18.08.1899—03.08.1900 — полковник Жилинский, Яков Григорьевич
- 24.10.1900—26.11.1903 — полковник Панчулидзев, Евгений Алексеевич
- 24.12.1903—16.02.1906 — полковник Стахович, Павел Александрович
- 08.03.1906—19.02.1912 — полковник Киселёв, Леонид Петрович
- 28.03.1912—30.08.1914 — полковник Витковский, Яков-Феликс Францевич
- 30.08.1914—28.05.1915 — полковник Гурко, Дмитрий Иосифович
- 28.05.1915—10.06.1917 — полковник Богородский, Александр Александрович
- 14.06.1917—14.10.1917 — полковник Дросси, Александр Дмитриевич
- 15.10.1917—28.12.1919 — полковник Левандовский, Михаил Александрович

## Известные люди, служившие в полку
- Ермолов, Алексей Петрович
- Маннергейм, Карл Густав Эмиль
- Сергеев, Василий Антонович
- Трояновский, Вячеслав Евгеньевич

## Другие формирования того же имени
- Нежинский драгунский полк — создан 24.07.1806 г. в Старой Руссе; 17.12.1812 г. — Нежинский конно-егерский; 21.03.1833 г. расформирован
- Нежинский драгунский полк — создан 18.09.1856 г. из половины Рижского драгунского полка; 14.05.1860 г. обращён на укомплектование Стародубовского драгунского полка.
- Нежинский 137-й пехотный полк

## Знаки различия
| Описание                    | Знаки различия 52-го драгунского Нежинского полка (1904—1907 гг.) | Знаки различия 52-го драгунского Нежинского полка (1904—1907 гг.) | Знаки различия 52-го драгунского Нежинского полка (1904—1907 гг.) | Знаки различия 52-го драгунского Нежинского полка (1904—1907 гг.) | Знаки различия 52-го драгунского Нежинского полка (1904—1907 гг.) | Знаки различия 52-го драгунского Нежинского полка (1904—1907 гг.) |
| --------------------------- | ----------------------------------------------------------------- | ----------------------------------------------------------------- | ----------------------------------------------------------------- | ----------------------------------------------------------------- | ----------------------------------------------------------------- | ----------------------------------------------------------------- |
| Погоны                      |                                                                   |                                                                   |                                                                   |                                                                   |                                                                   |                                                                   |
| Описание                    | Знаки различия 18-го гусарского Нежинского полка (1908—1917 гг.)  | Знаки различия 18-го гусарского Нежинского полка (1908—1917 гг.)  | Знаки различия 18-го гусарского Нежинского полка (1908—1917 гг.)  | Знаки различия 18-го гусарского Нежинского полка (1908—1917 гг.)  | Знаки различия 18-го гусарского Нежинского полка (1908—1917 гг.)  | Знаки различия 18-го гусарского Нежинского полка (1908—1917 гг.)  |
| Шнуры наплечные на доломане |                                                                   |                                                                   |                                                                   |                                                                   |                                                                   |                                                                   |
| Чин / звание                | Полковник                                                         | Подполко́вник                                                      | Ротмистр                                                          | Штабс-ротмистр                                                    | Пору́чик                                                           | Корнет                                                            |
| Группа                      | Штаб-офицеры                                                      | Штаб-офицеры                                                      | Обер-офицеры                                                      | Обер-офицеры                                                      | Обер-офицеры                                                      | Обер-офицеры                                                      |

| Описание                    | Знаки различия по состоянию на 1908-1917 г. | Знаки различия по состоянию на 1908-1917 г. | Знаки различия по состоянию на 1908-1917 г. | Знаки различия по состоянию на 1908-1917 г. | Знаки различия по состоянию на 1908-1917 г. | Знаки различия по состоянию на 1908-1917 г. |
| --------------------------- | ------------------------------------------- | ------------------------------------------- | ------------------------------------------- | ------------------------------------------- | ------------------------------------------- | ------------------------------------------- |
| Шнуры наплечные на доломане |                                             |                                             |                                             |                                             |                                             |                                             |
| Воинское звание             | Подпрапорщик                                | Вахмистр                                    | Старший Унтер-офицер                        | Младший Унтер-офицер                        | Ефрейтор                                    | Гусар                                       |
| Группа                      | Унтер-офицеры                               | Унтер-офицеры                               | Унтер-офицеры                               | Унтер-офицеры                               | Рядовые                                     | Рядовые                                     |

Другие погоны

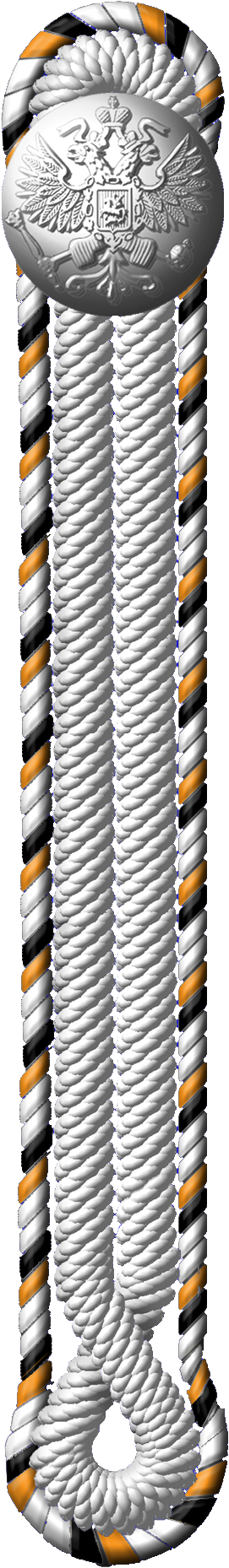
Гусар на правах вольноопределяющегося (шнуры наплечные на доломане, 1908—1917 гг.)